# كارستن ناغل
كارستن ناغل (بالدنماركية: Carsten Nagel)‏ هو كاتب وعالم نفس دنماركي، ولد في 8 أبريل 1955.